# Hitchcock (Texas)
Hitchcock város az USA Texas államában, Galveston megyében. Lakosainak száma 7301 fő (2020. április 1.).

## Népesség
A település népességének változása:

| 2010 | 6 961 |
| 2020 | 7 301 |